# Pechão
Pechão is een plaats (freguesia) in de Portugese gemeente Olhão en telt 3033 inwoners (2001). Net als in Alcantarilha beschikt de kerk van Pechão over een ossuarium, een kleine kapel waarvan de wanden zijn vervaardigd uit honderden menselijke schedels en dijbenen.